# Chorizagrotis agrestis
Chorizagrotis agrestis là một loài bướm đêm trong họ Noctuidae.